# رود مارانیون
رود مارانیون رودی است که از آند (رشته‌کوه) سرچشمه می‌گیرد و به آمازون (رود) می‌ریزد. این رود از کشور  پرو، اکوادور می‌گذرد.